# Halhatatlan évek (Vámpírnaplók)
A Halhatatlan évek (You're Undead to Me) a Vámpírnaplók című amerikai sorozat első évadjának ötödik epizódja.

## Epizódismertető
Jeremy és Vicki együtt töltötték az éjszakát. Az iskola autómosós napot tart. Elena és Stefan próbálják jobban megismerni egymást.
Elena sokkoló történetet hall Stefanról és Damonról, azonban a hallottak 50 évvel ezelőtt történtek. Elena Logannek köszönhetően talál pár videót egy régebbi "állattámadásról", és a videón Stefant véli felfedezni. Damon eközben Caroline-t próbálja magához csalogatni le a börtönbe, hogy szabadítsa őt ki. Ez sikerült is, Damon pedig megöli Zach-et. Damon kiszabadult a börtönből de Stefan elvette tőle a gyűrűjét így nem mehet ki a házból míg világos van. Az est eljöttével Damon elhagyja a házat, miközben Vicki kint van az erdőben barátaival.
Logan és Jenna néni újra kezdik kapcsolatukat. Logan kihasználja az időt míg Jenna nincs ott, és ellopja Jeremy szobájából a zsebórát.
Autómosás közben Bonnie tüzet gyújt az erejével, amitől kiakad és elveszettnek érzi magát, ezért elmegy nagyanyjához segítséget kérni. Elena rájön, hogy Stefan ki is valójában.

## Érdekességek
Ebben az epizódban derül ki, hogy Stefan vámpír.
Ebben a részben szerepel utoljára Zach Salvatore, mert Damon megöli őt.

## Zenék
- 3oh!3 – Don't Trust Me
- Imogen Heap – Wait It Out
- S.O.Sterio – When A Heart Breaks
- Gabriella Cilmi – Save The Lies
- Anjulie – Boom
- Mads Langer – Beauty Of The Dark

## Külső hivatkozások
- https://web.archive.org/web/20100810142533/http://www.vampirnaplok.hu/0105.php